# Museu de São Roque
O Museu de São Roque, também chamado de Museu de Arte Sacra de São Roque, está anexado à igreja de São Roque, em Lisboa, e possui uma colecção de arte sacra, do espólio da Santa Casa da Misericórdia de Lisboa.
O museu foi inaugurado com uma apresentação pública do acervo artístico da Santa Casa, e que teve lugar no ano de 1898, ano em que se comemorava, em Lisboa, a chegada de Vasco da Gama à Índia e o 400.º aniversário da instituição. Nesta ocasião foram apenas apresentadas as alfaias e paramentos do tesouro da Capela de São João Batista, encomendada por D. João V a Roma para a Igreja de São Roque.
Mais tarde, a Santa Casa procede à preparação de uma exposição permanente não só do tesouro da capela, mas também das obras mais relevantes, do património artístico da instituição. Para tal, foram escolhidas algumas salas da antiga casa professa da Companhia de Jesus, dependências que, anexas ao templo, eram desde 1783 o local onde se procedia a extracção da Lotaria Nacional. Era este o aspecto do Museu de São Roque na época da sua primeira abertura, em 1905.
Objecto de sucessivas reformas até à década de 1960, em que inicia um processo de remodelação e valorização das suas colecções, do qual resulta a reabertura ao público em 1968.
Em 1992 foram efectuadas obras de remodelação para que pudesse albergar ainda mais peças, entre as quais se encontram exemplares de pintura, escultura e ourivesaria de meados do século XVI a 1768, período que corresponde à permanência dos jesuítas na igreja e antiga Casa Professa de São Roque.